# Monclova
Monclova (eller Santiago de la Monclova) är en ort i kommunen Monclova i norra Mexiko och är belägen i delstaten Coahuila. Staden grundades 1577 och var fram till 1824 huvudort för området Nueva Extremadura. Därefter fungerade Monclova till och från som administrativ huvudort för delstaten Coahuila och Texas fram till 1836, då denna delstat delades upp i två och Saltillo blev huvudort för Coahuila.

## Kommun och storstadsområde
Centralorten hade 224 956 invånare 2013, med totalt 226 056 invånare i hela kommunen på en yta av 1 252 km². Förutom centrala Monclova omfattar kommunen endast mindre samhällen, där ingen annan ort hade mer än 200 invånare 2010.
Storstadsområdet, Zona Metropolitana de Monclova-Frontera, hade totalt 331 429 invånare 2013 på en yta av 5 052 km². Området består av de tre kommunerna Monclova, Castaños och Frontera.